# بولیویانو بولیوی
بولیویانو بولیوی (به انگلیسی: Bolivian boliviano) (به زبان بومی: boliviano boliviano) با کد ایزوی BOB، یکای پول رایج در کشور بولیوی است. مسئولیت کنترل این یکای پول برعهدهٔ بانک مرکزی بولیوی قرار دارد.